# Benin na Letnich Igrzyskach Olimpijskich 2016
Benin na Letnich Igrzyskach Olimpijskich 2016 reprezentowało sześcioro zawodników : czterech mężczyzn i dwie kobiety. Był to jedensaty start reprezentacji Beniunu na letnich igrzyskach olimpijskich.

## Skład reprezentacji

### Judo
Mężczyźni
| Zawodnik           | Konkurencja | 1/32             | 1/16                 | 1/8                    | Ćwierćfinał      | Półfinał         | Pierwsza runda repasaży | Półfinał repasaży | Finał            | Finał   |
| Zawodnik           | Konkurencja | Przeciwnik Wynik | Przeciwnik Wynik     | Przeciwnik Wynik       | Przeciwnik Wynik | Przeciwnik Wynik | Przeciwnik Wynik        | Przeciwnik Wynik  | Przeciwnik Wynik | Pozycja |
| ------------------ | ----------- | ---------------- | -------------------- | ---------------------- | ---------------- | ---------------- | ----------------------- | ----------------- | ---------------- | ------- |
| Celtus Dossou Yovo | - 90 kg     | BYE              | Célio Dias W 100-001 | Marcus Nyman P 000-100 | NQ               | NQ               | NQ                      | NQ                | NQ               | 9.      |

### Lekkoatletyka
Mężczyźni
Konkurencje biegowe
| Zawodnik    | Konkurencja | Eliminacje | Eliminacje | Ćwierćfinał | Ćwierćfinał | Półfinał | Półfinał | Finał | Finał   |
| Zawodnik    | Konkurencja | Wynik      | Miejsce    | Wynik       | Miejsce     | Wynik    | Miejsce  | Wynik | Miejsce |
| ----------- | ----------- | ---------- | ---------- | ----------- | ----------- | -------- | -------- | ----- | ------- |
| Didier Kiki | 200 m       | -          | -          | 22,27       | 7.          | NQ       | NQ       | NQ    | NQ      |

Kobiety
Konkurencje biegowe
| Zawodnik      | Konkurencja | Eliminacje | Eliminacje | Ćwierćfinał | Ćwierćfinał | Półfinał | Półfinał | Finał | Finał   |
| Zawodnik      | Konkurencja | Wynik      | Miejsce    | Wynik       | Miejsce     | Wynik    | Miejsce  | Wynik | Miejsce |
| ------------- | ----------- | ---------- | ---------- | ----------- | ----------- | -------- | -------- | ----- | ------- |
| Noélie Yarigo | 800 m       | 1:59,12    | 4.         | -           | -           | 1:59,78  | 5.       | NQ    | NQ      |

### Pływanie
Mężczyźni
| Zawodnik     | Konkurencja  | Eliminacje | Eliminacje | Półfinał | Półfinał | Finał | Finał   |
| Zawodnik     | Konkurencja  | Czas       | Miejsce    | Czas     | Miejsce  | Czas  | Miejsce |
| ------------ | ------------ | ---------- | ---------- | -------- | -------- | ----- | ------- |
| Jules Bessan | 50m dowolnym | 27,32      | 77.        | NQ       | NQ       | NQ    | NQ      |

Kobiety
| Zawodniczka    | Konkurencja  | Eliminacje | Eliminacje | Półfinał | Półfinał | Finał | Finał   |
| Zawodniczka    | Konkurencja  | Czas       | Miejsce    | Czas     | Miejsce  | Czas  | Miejsce |
| -------------- | ------------ | ---------- | ---------- | -------- | -------- | ----- | ------- |
| Laraïba Seibou | 50m dowolnym | 33,01      | 77.        | NQ       | NQ       | NQ    | NQ      |

### Szermierka
Mężczyźni
| Zawodnik    | Konkurencja          | 1/32             | 1/16               | 1/8              | Ćwierćfinały     | Półfinały        | Finał            | Finał   |
| Zawodnik    | Konkurencja          | Przeciwnik Wynik | Przeciwnik Wynik   | Przeciwnik Wynik | Przeciwnik Wynik | Przeciwnik Wynik | Przeciwnik Wynik | Pozycja |
| ----------- | -------------------- | ---------------- | ------------------ | ---------------- | ---------------- | ---------------- | ---------------- | ------- |
| Yémi Apithy | szabla indywidualnie |                  | Max Hartung P 9-15 | NQ               | NQ               | NQ               | NQ               | NQ      |